# Église Saint-Martin de Boismont
L'église Saint-Martin de Boismont est une église, protégée par les monuments historiques, située sur le territoire de la commune de Boismont, dans le département français de la Somme, non loin de la baie de Somme.

## Historique
La construction de l'église de Boismont remonte au XVIe siècle.
Le culte protestant y fut pratiqué à plusieurs reprises à l'époque des guerres de religion.
Elle fut partiellement endommagée pendant la Campagne de France de mai-juin 1940, au début de la Seconde Guerre mondiale.
La charpente et les voussures sont protégées au titre des monuments historiques : inscription par arrêté du 15 juin 1926 .

## Description
L’église Saint-Martin de Boismont est construite en pierre, silex et brique. Le clocher-mur surmonte le portail, soutenu par deux contreforts.

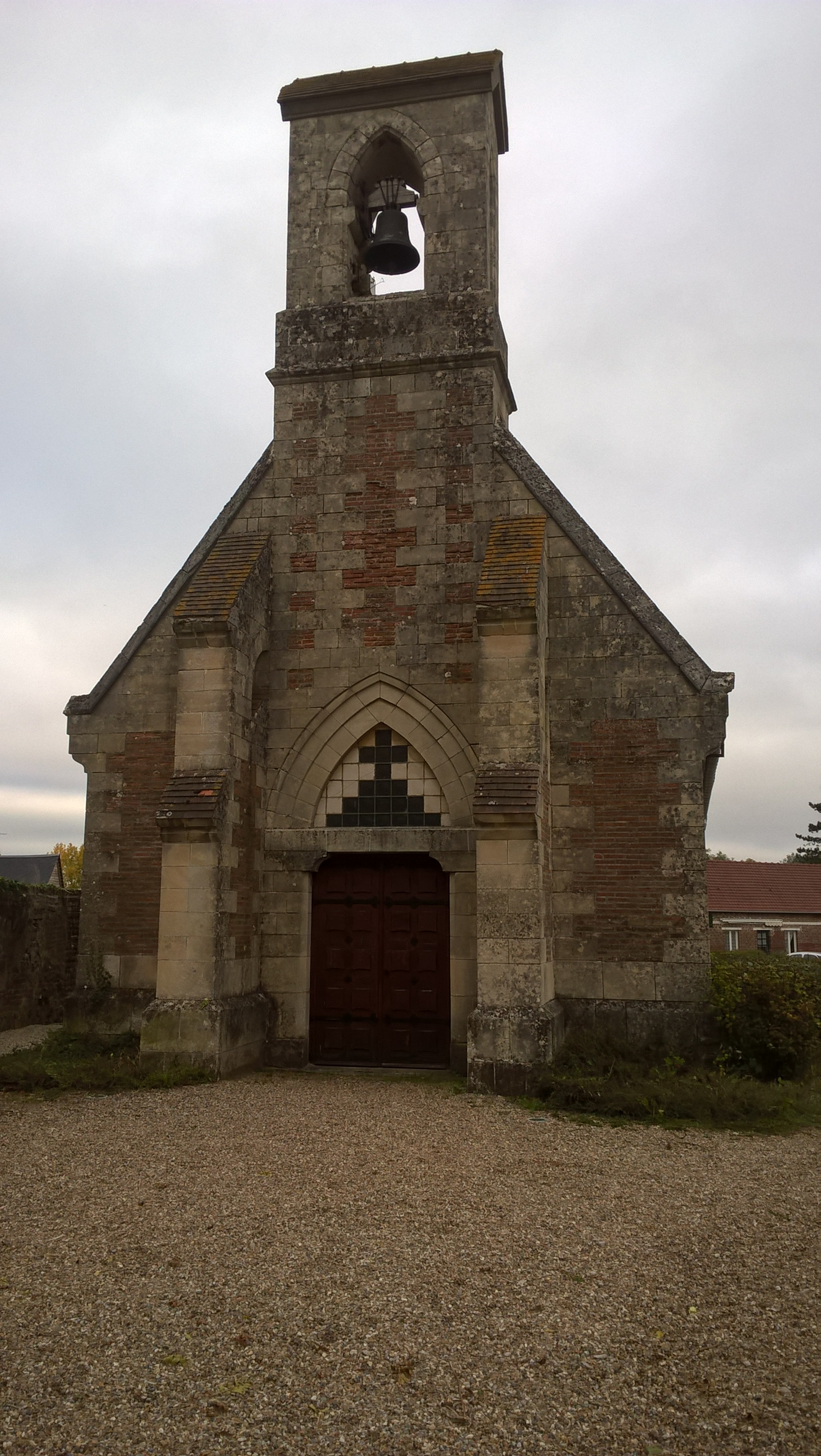
Le clocher.
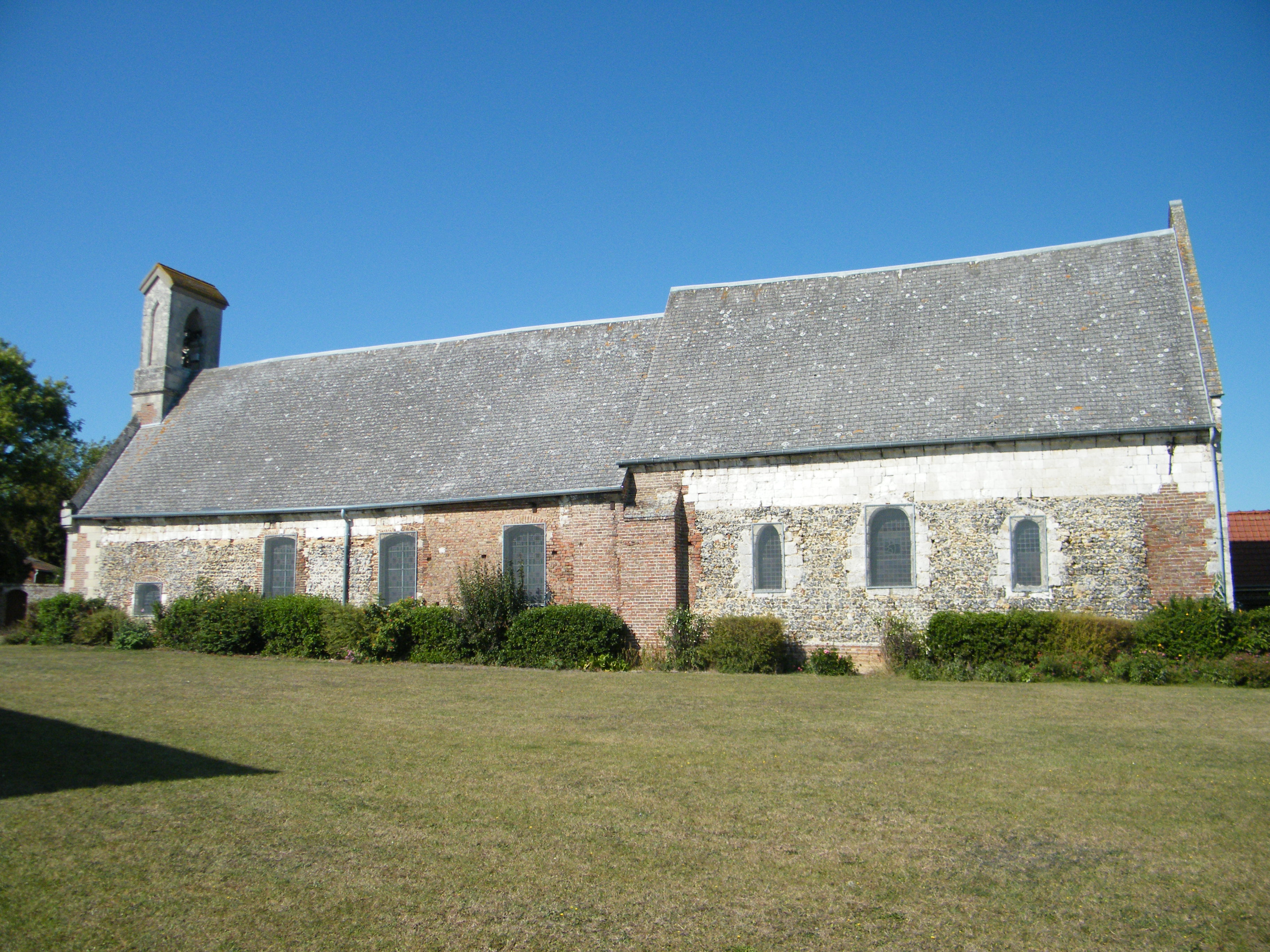
Côté sud.
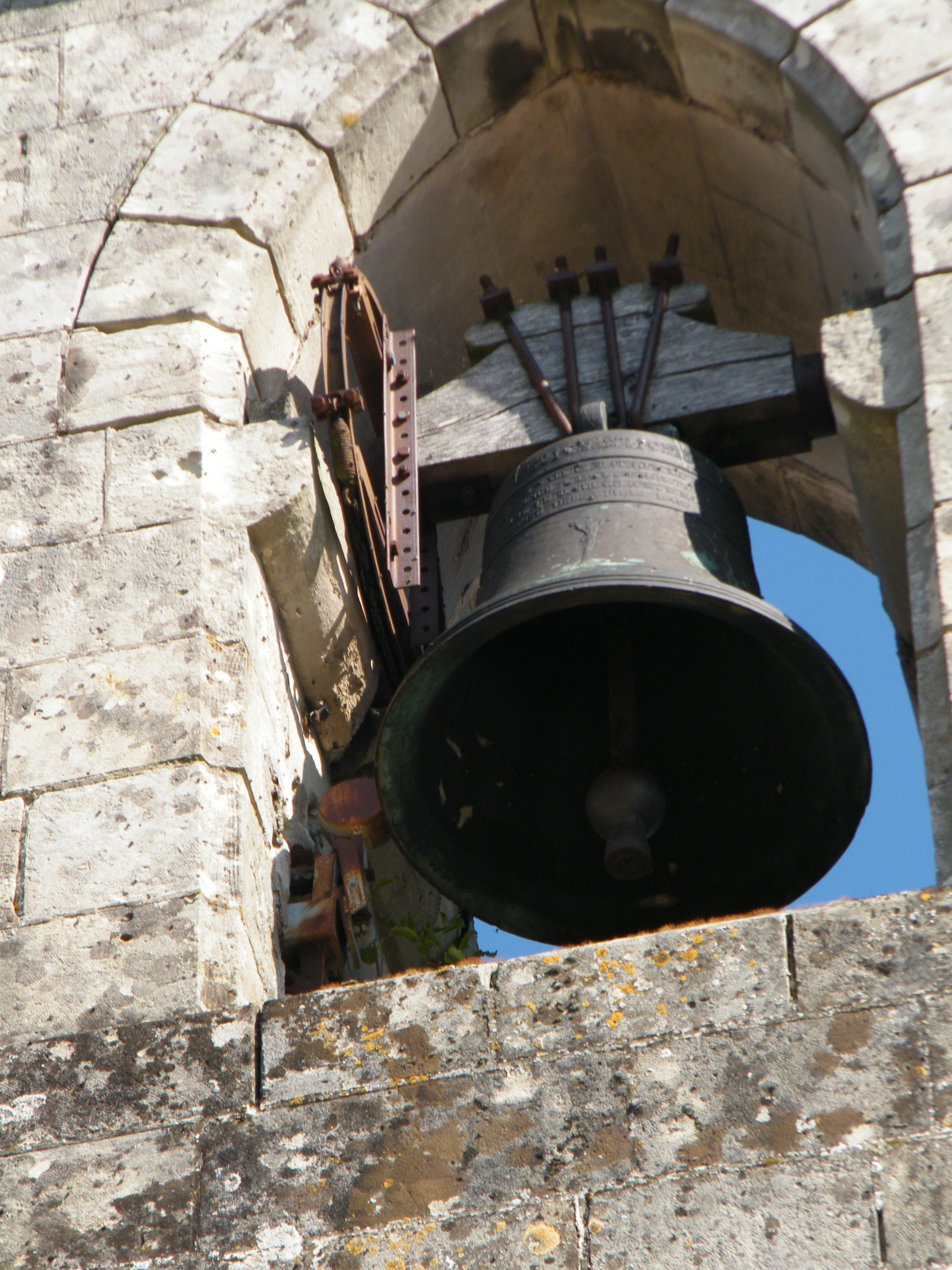
La cloche subsistante.
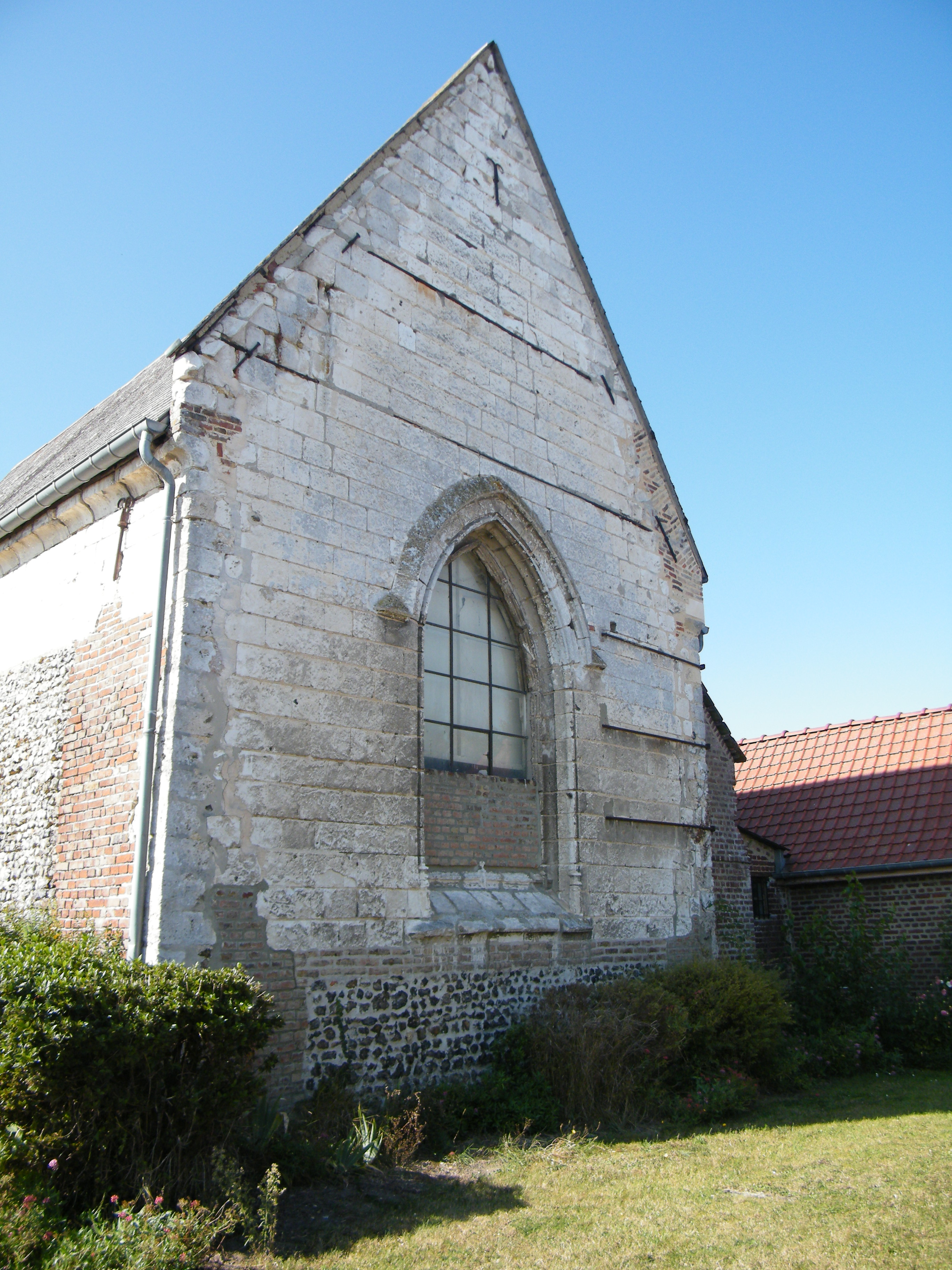
Le chevet.

L’intérieur conserve :
- des voûtes sculptées du XVIe siècle[2] ;
- une statue en marbre blanc du XIVe siècle représentant une Vierge à l'Enfant, classée monument historique au titre d'objet, le 12 juillet 1912[3] ;
- un tableau peint à l'huile sur toile, du XVIIe siècle, représentant la Résurrection de Lazare (2,45 m x 2,30 m), classé au titre objet le 22 octobre 1996, placé au-dessus du maître-autel[4].

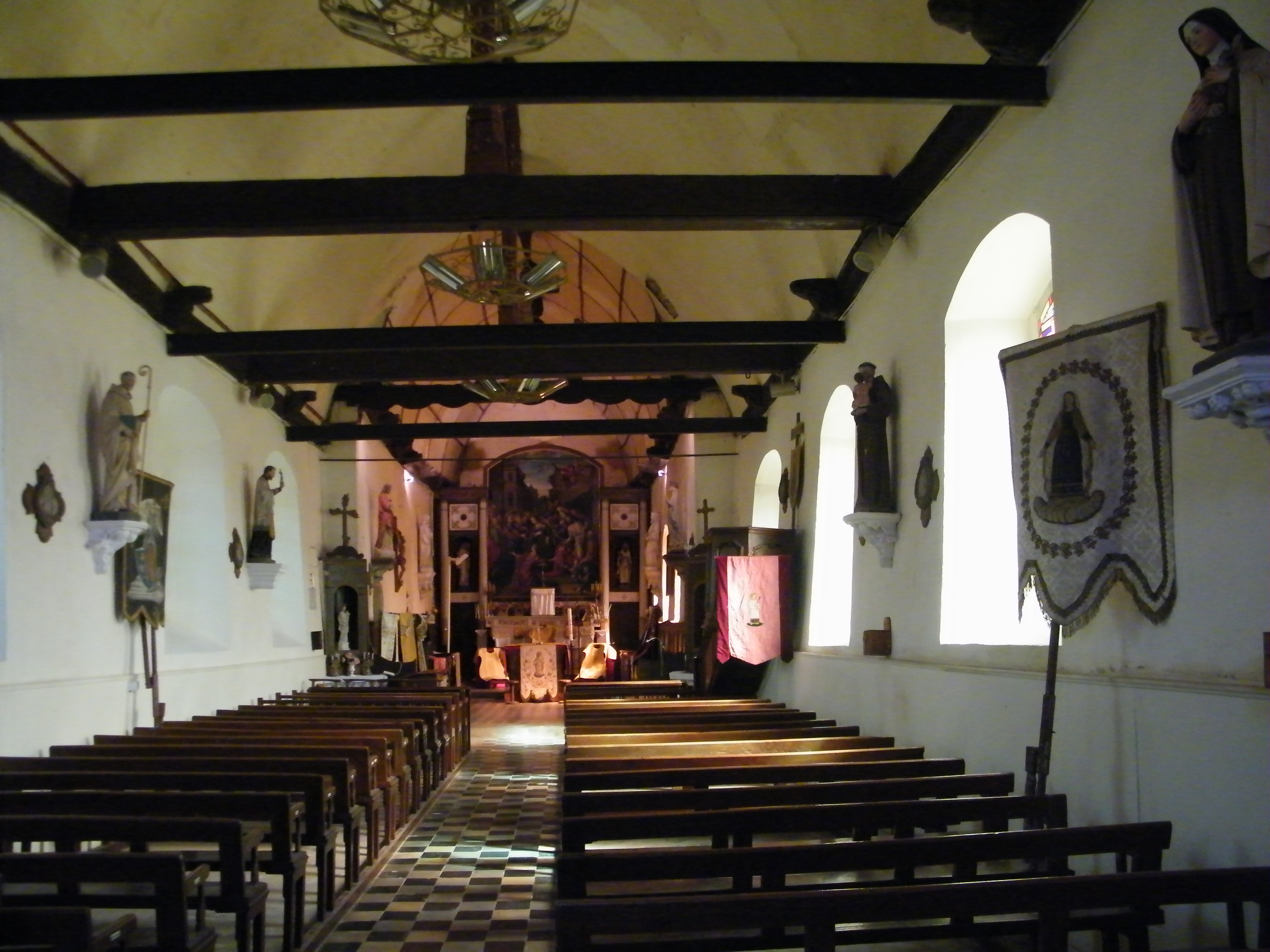
Vue d'ensemble de l'intérieur.
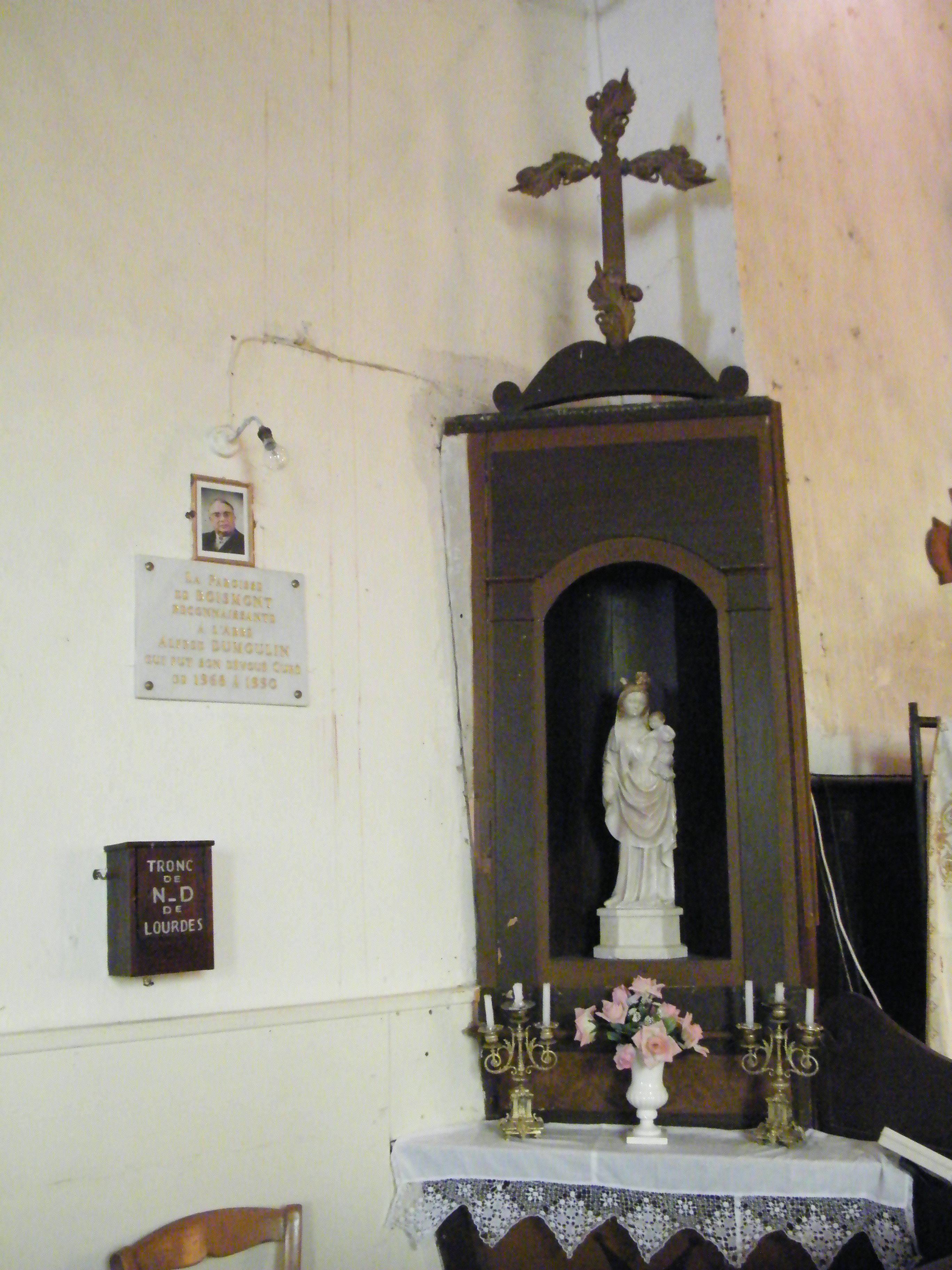
La Vierge, classée MH.
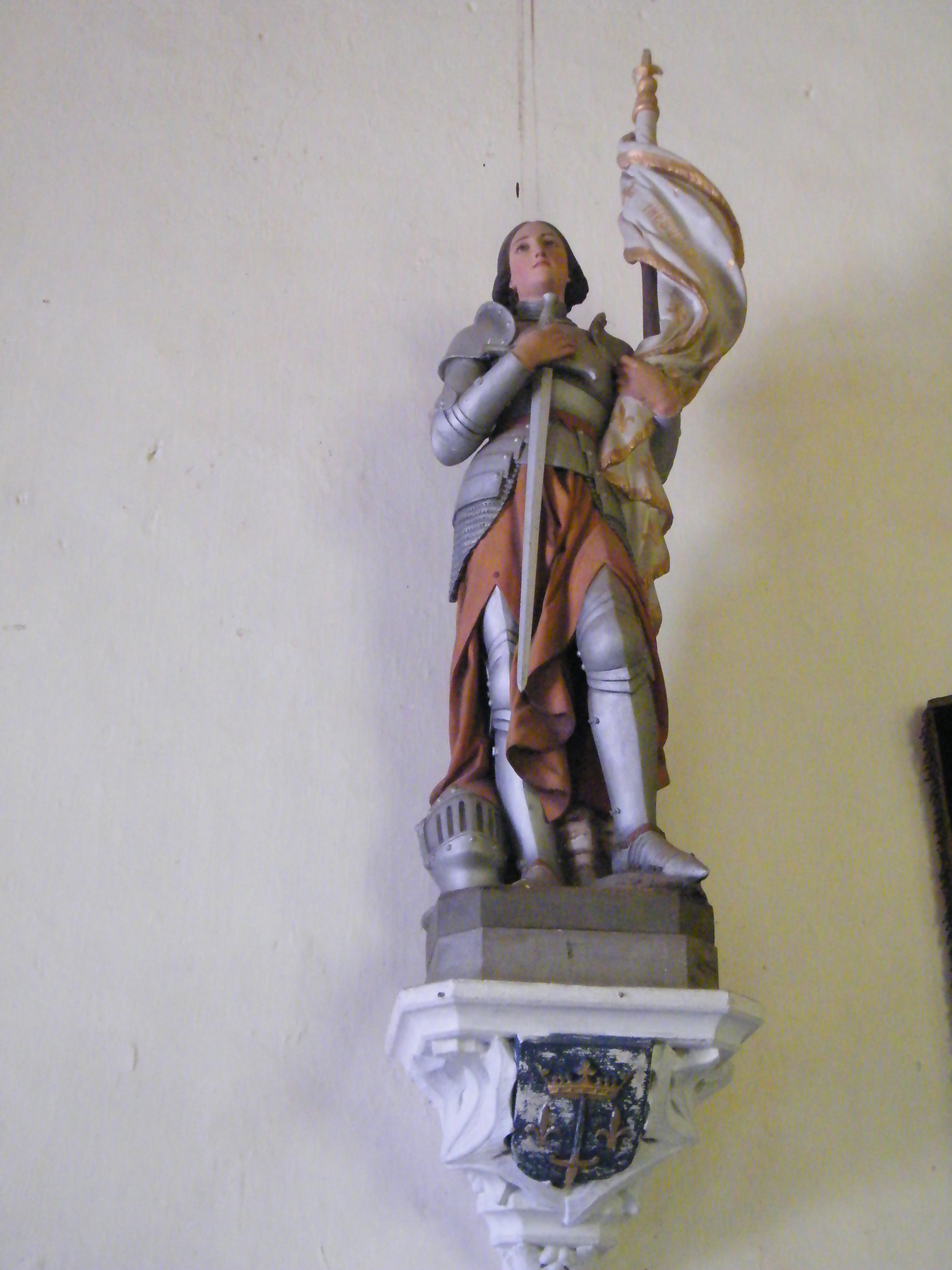
Jeanne d'Arc.
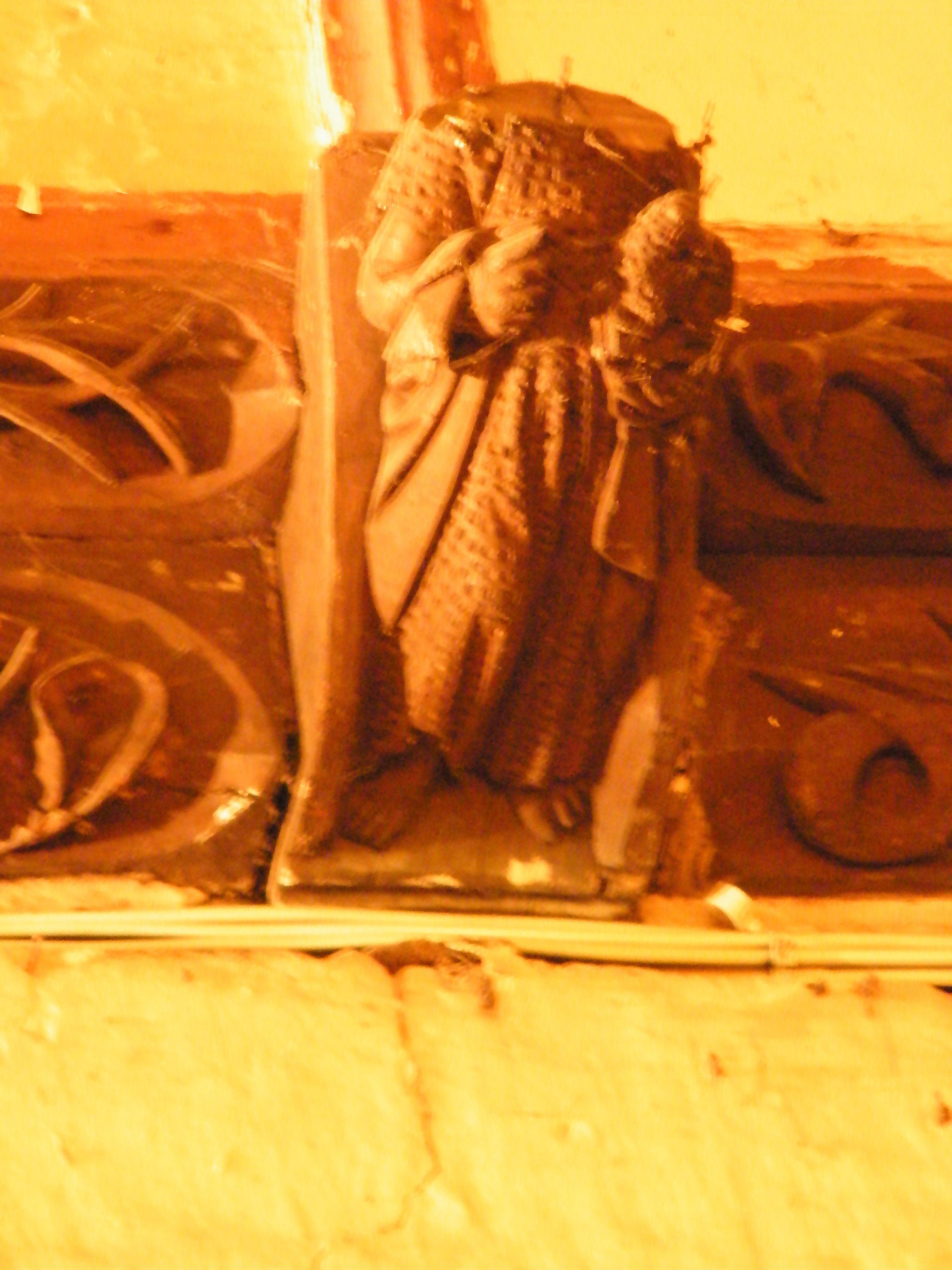
Blochet décapité.
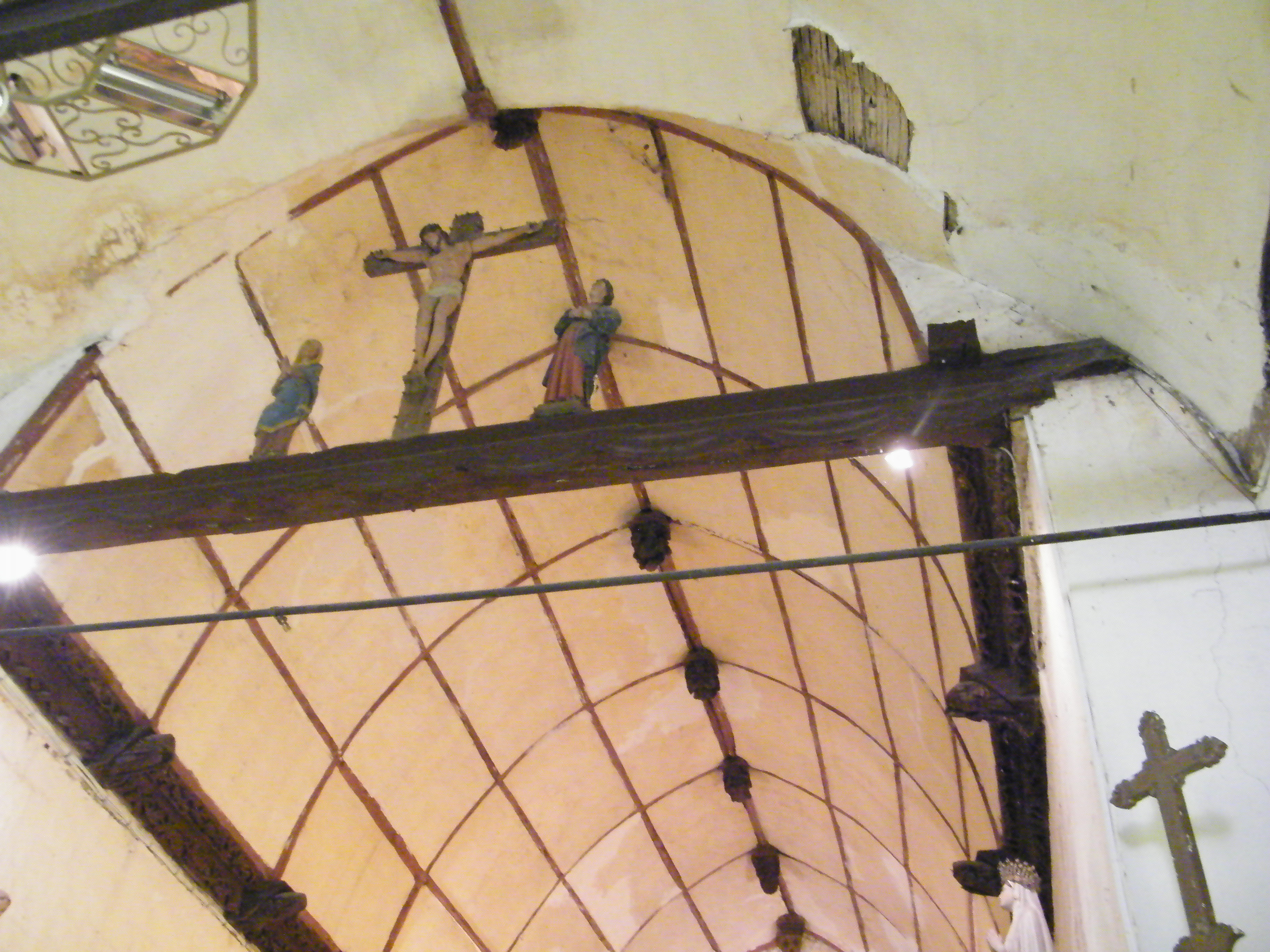
La poutre de gloire.
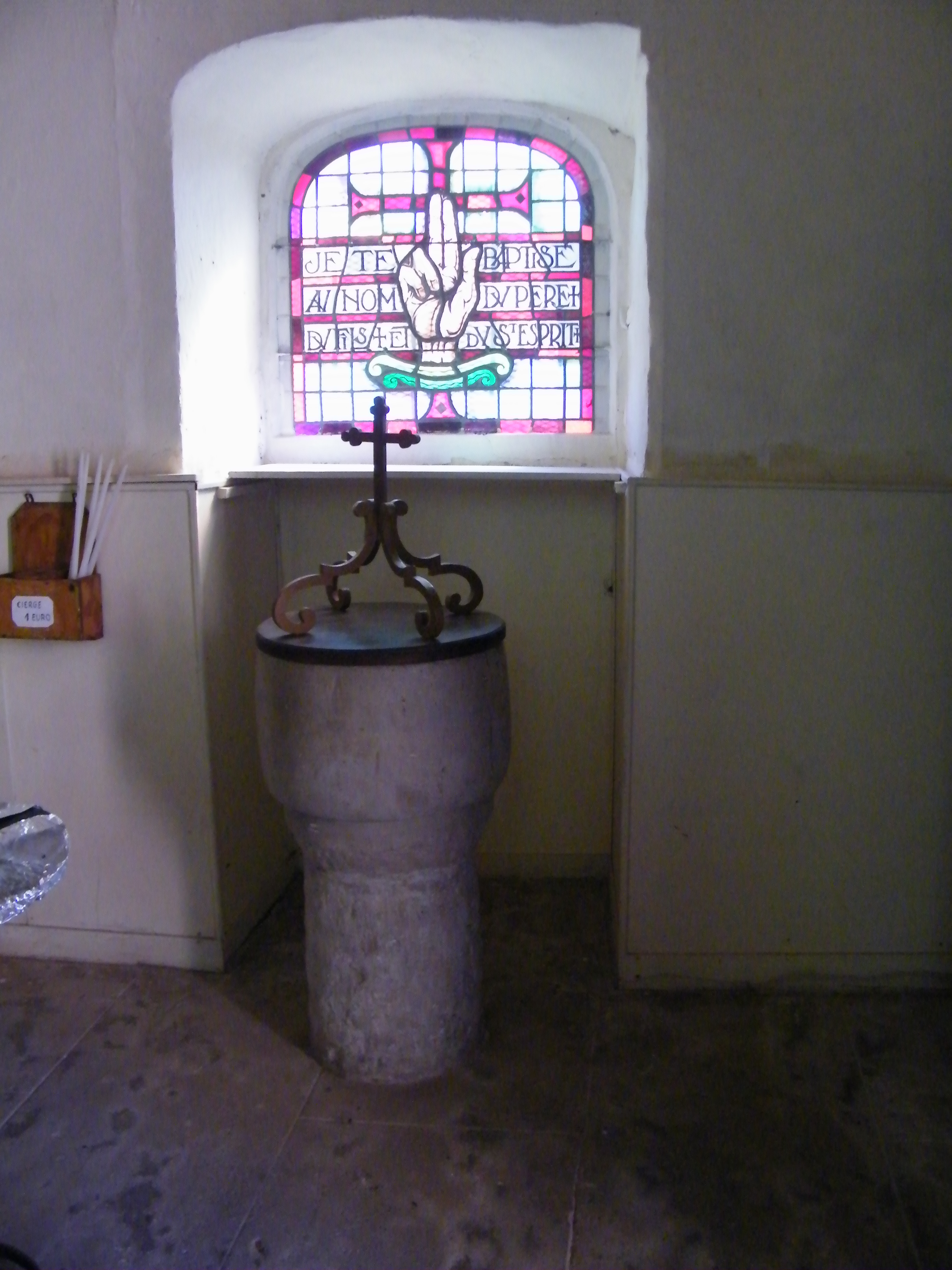
Fonts baptismaux.